# Grensland
Grensland is een achtdelige documentaireserie voor de Nederlandse televisie gepresenteerd door Jelle Brandt Corstius en uitgezonden door de VPRO. Na Van Moskou tot Magadan, Van Moskou tot Moermansk en De bergen achter Sotsji is het de vierde serie van Brandt Corstius over Rusland en de andere landen in de voormalige Sovjet-Unie.

## Inhoud
In de jaren voorafgaand aan het maken van de serie zijn de spanningen tussen Rusland en de omringende landen opgelopen. In februari 2014 werd de Krim door Rusland geannexeerd. Deze beslissing maakte president Vladimir Poetin in eigen land nog populairder, maar werd door andere voormalige Sovjet-landen met angst bekeken en door de westerse wereld veroordeeld. Ook bevond Oost-Oekraïne zich in een ernstige crisis.
Hoewel Brandt Corstius eigenlijk geen behoefte meer had om nog een serie over Rusland te maken veranderde hij van mening na de annexatie van de Krim. Hij probeert uit te vinden wat de gevolgen van deze ontwikkelingen zijn en reist derhalve door het grensland tussen Europa en Rusland om met de inwoners te praten.

## Afleveringen
1. Mistig Land; Moldavië (6 september 2015)
2. Beleefde mensen; Ideologie in Rusland (13 september 2015)
3. De achtertuin; Kazachstan (20 september 2015)
4. Onder het oppervlak; propaganda in Rusland (4 oktober 2015)
5. Een heldere dictatuur; Wit-Rusland (11 oktober 2015)
6. Letland (18 oktober 2015)
7. Het wilde oosten; Oost-Oekraïne (25 oktober 2015)
8. Broedervolk; West-Oekraïne (1 november 2015)